# Wohlmuthshüll

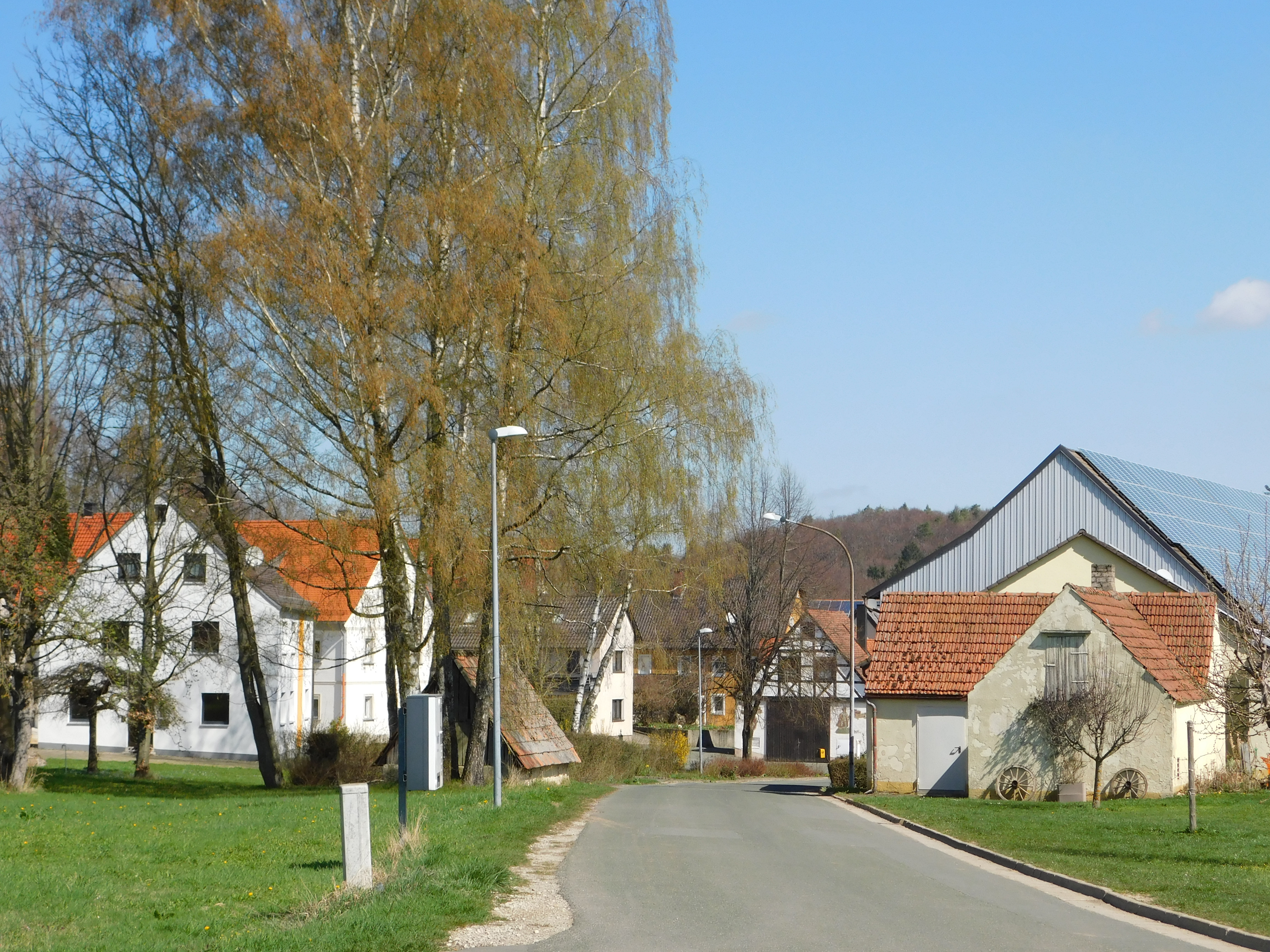
Ortsansicht von Wohlmuthshüll

Wohlmuthshüll ist ein Gemeindeteil der Stadt Ebermannstadt im Landkreis Forchheim (Oberfranken, Bayern). Der Ortsname leitet sich von Hüllweiher (künstlich angelegtes Kleingewässer) ab.

## Geografie

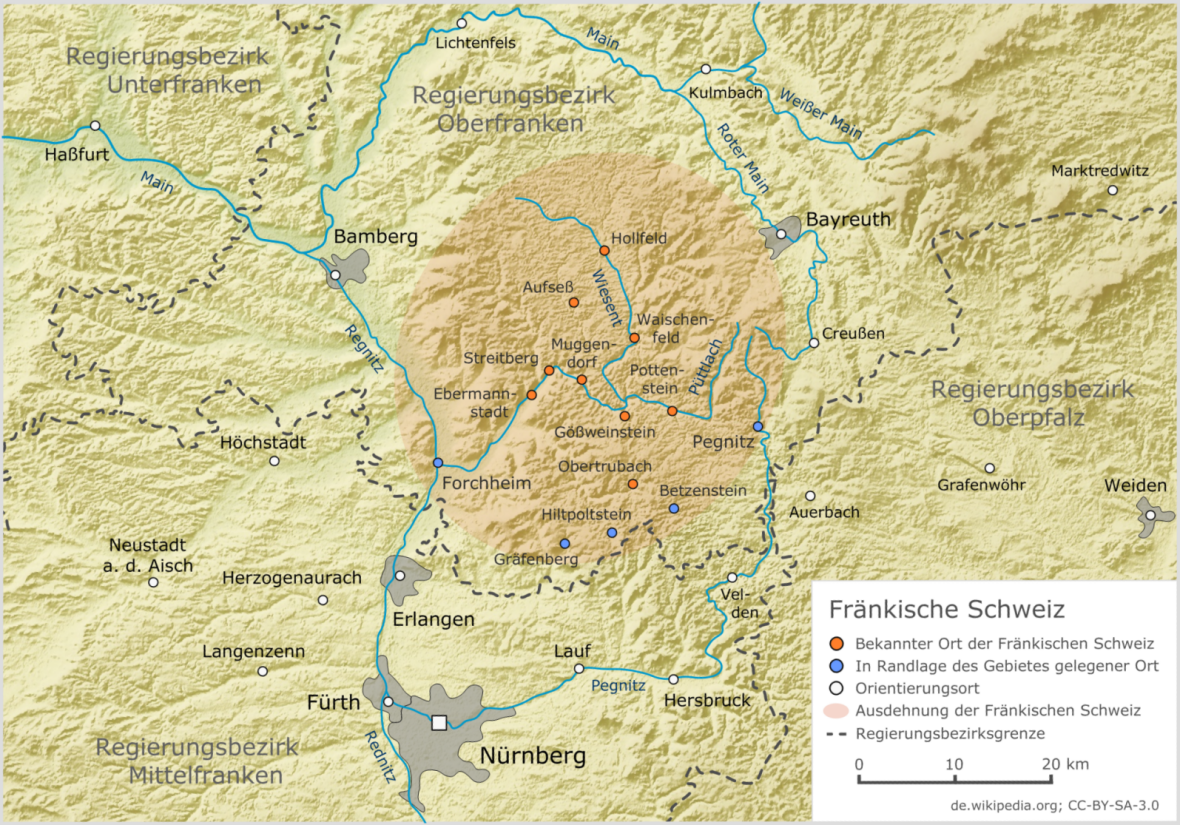
Territoriale Ausdehnung der Fränkischen Schweiz

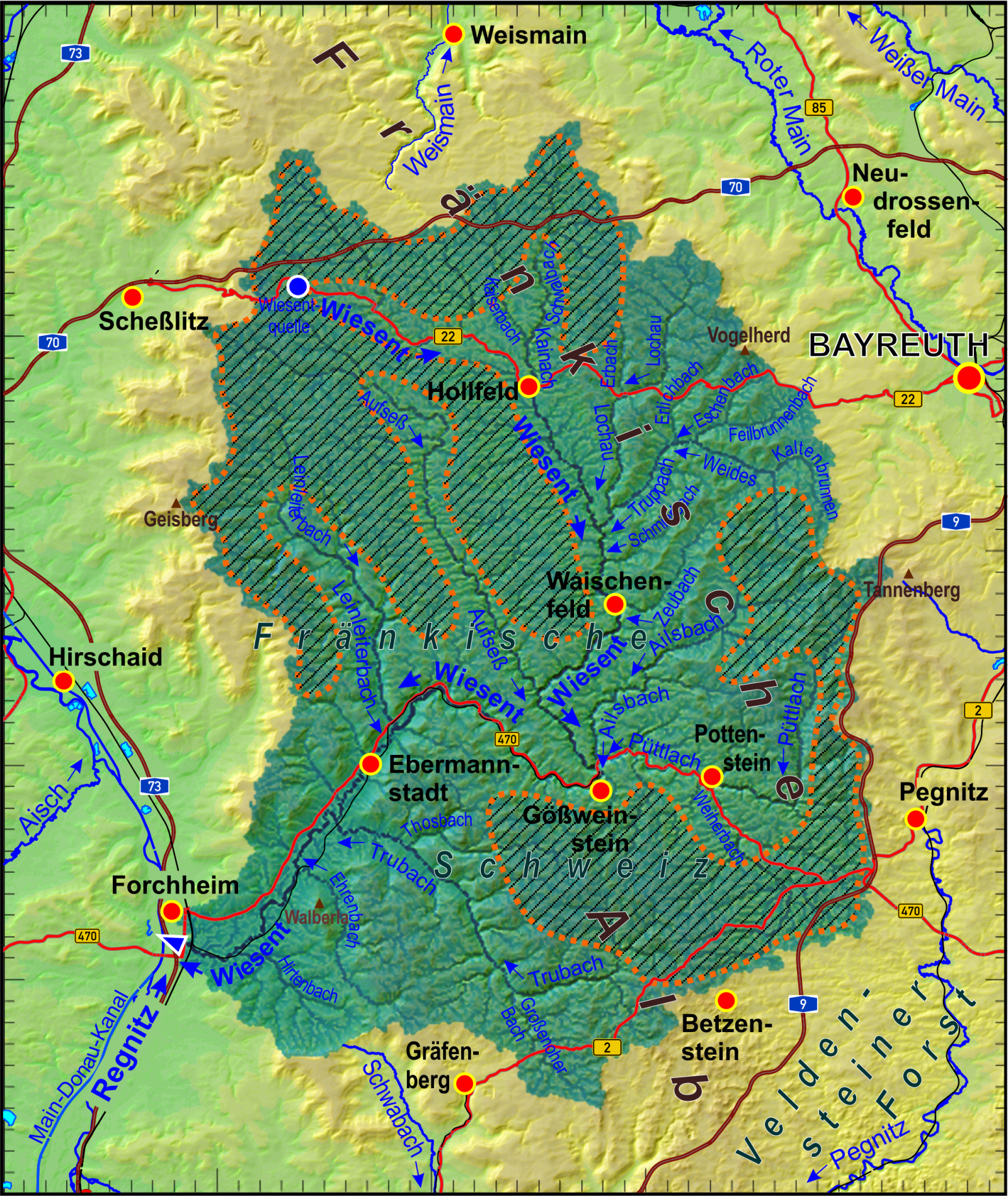
Einzugsgebiet der Wiesent

Das Kirchdorf Wohlmuthshüll befindet sich im Norden einer Hochebene, die im Nordwesten und Nordosten vom Wiesenttal sowie im Südwesten vom Trubachtal begrenzt wird. Das Dorf liegt im südwestlichen Teil der Fränkischen Schweiz, etwa zweieinhalb Kilometer südwestlich der Wiesent und dreieinhalb Kilometer nordöstlich der Trubach. Die Nachbarorte sind Birkenreuth im Nordosten, Kanndorf im Osten, Moggast im Südosten, Buckenreuth im Süden und Ebermannstadt im Westen. Das Dorf ist vom drei Kilometer westlich gelegenen Ebermannstadt aus über die Staatsstraße St 2685 und dann eine Ortsverbindungsstraße erreichbar. Unmittelbar nordwestlich des Ortes erhebt sich der bewaldete Buchberg mit einer Höhe von 561 Metern und südöstlich ein ebenfalls bewaldeter Hügel mit einer Höhe von 551 Metern. Am südwestlichen Ortsrand befindet sich ein kleiner Campingplatz, der ländlich geprägte Ort verfügt weder über Einkaufsmöglichkeiten noch über ein Gasthaus oder andere gastronomische Einrichtungen.

## Geschichte
Bis zur Gebietsreform in Bayern war Wohlmuthshüll der Verwaltungssitz einer gleichnamigen Gemeinde im Landkreis Ebermannstadt, zu der das Dorf Buckenreuth gehörte. Die mit dem bayerischen Gemeindeedikt von 1818 gebildete Gemeinde hatte 1961 auf einer Gemeindefläche von ca. 863 Hektar insgesamt 332 Einwohner, davon 194 in Wohlmuthshüll, das damals 40 Wohngebäude hatte.
Während des Zweiten Weltkriegs wurde das Amt des Bürgermeisters vom einzigen Parteimitglied der NSDAP in der Gemeinde bekleidet. Als dieser 1942 starb, fand sich kein Bürger der Gemeinde bereit, in die NSDAP einzutreten um dessen Nachfolge anzutreten. Daraufhin wurde die Gemeinde Wohlmuthshüll provisorisch der Stadtverwaltung Ebermannstadt unterstellt. Die US-amerikanische Besatzungsmacht honorierte dieses Verhalten der Bevölkerung später damit, dass sie in der Gemeinde bereits am 18. Juli 1945 mit der Wahl des Bürgermeisters die erste freie Wahl in Deutschland durchführen ließ. An diesem Tag wurde Johann Sponzel zum ersten demokratisch legitimierten Bürgermeister Deutschlands nach dem Zweiten Weltkrieg gewählt. Im Jahr 2020 wurde Wohlmuthshüll daher vom Bayerischen Landtag zusammen mit zwölf weiteren Orten als einer der „Orte der Demokratie in Bayern“ benannt. Auf Empfehlung eines wissenschaftlichen Beirates sollen damit Schauplätze, an denen bayerische Demokratiegeschichte geschrieben wurde, im öffentlichen Raum mit einem Gedenkobjekt sichtbar gemacht werden.
Zu Beginn der bayerischen Gebietsreform wurde die Gemeinde Wohlmuthshüll aufgelöst,  nach Ebermannstadt eingemeindet und am 1. Januar 1972 ein Gemeindeteil dieser Stadt.

## Baudenkmäler
In und um Wohlmuthshüll befinden sich insgesamt vier Baudenkmäler, darunter eine Marienkapelle und ein Backhaus am südlichen Ortseingang.

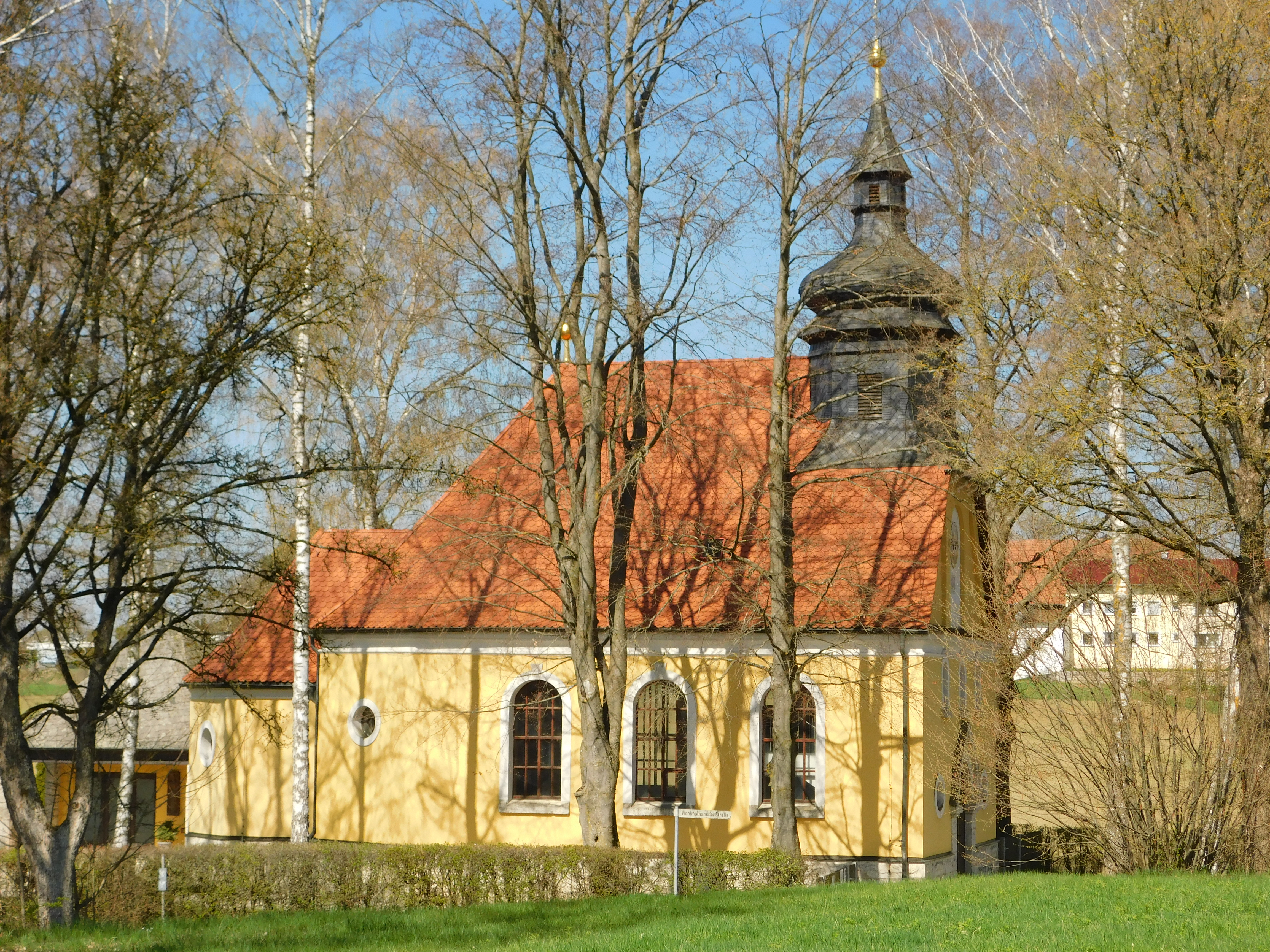
Kapelle „St. Marien“
Innenraum der Kapelle
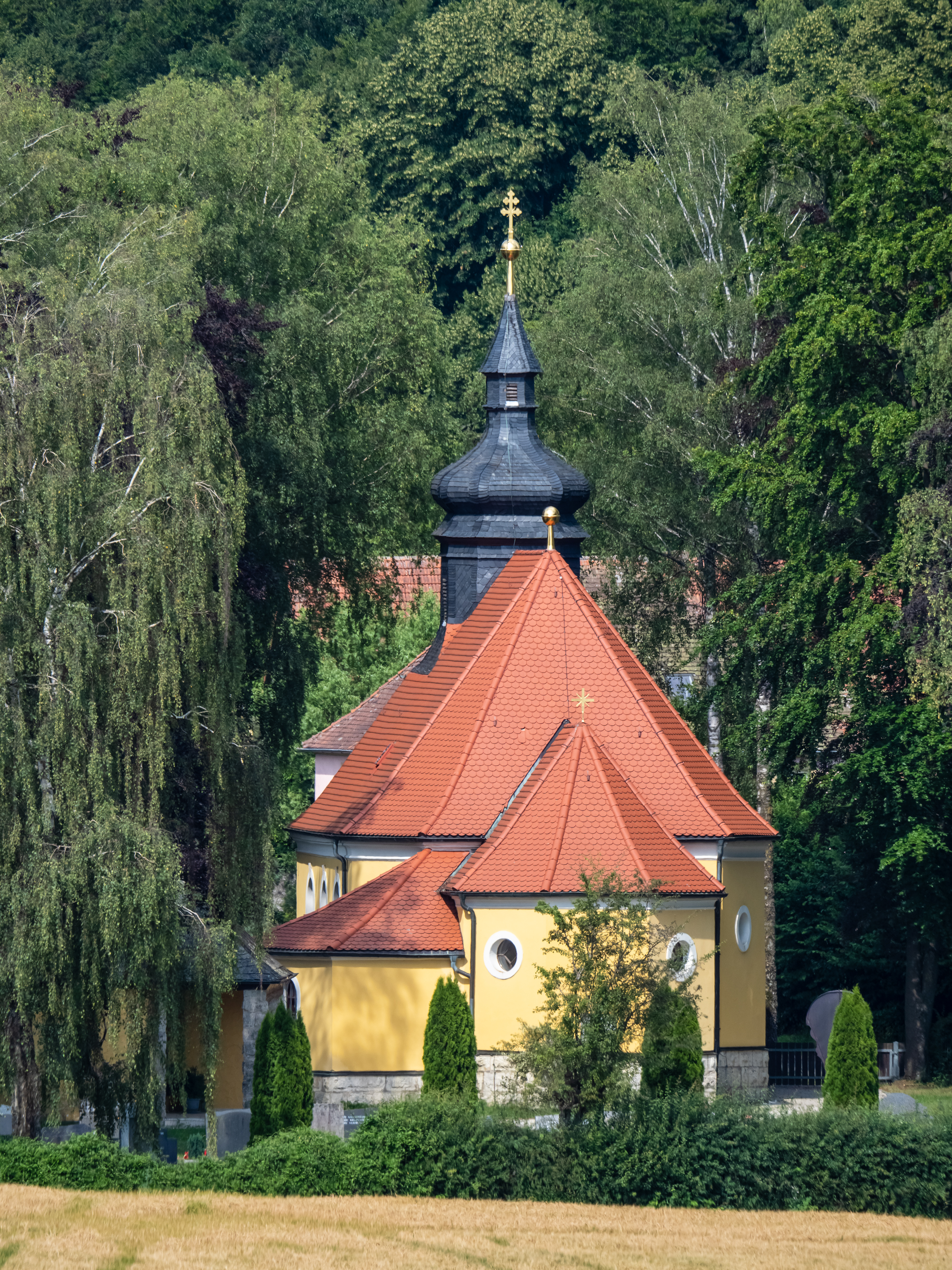
Kapellenrückseite
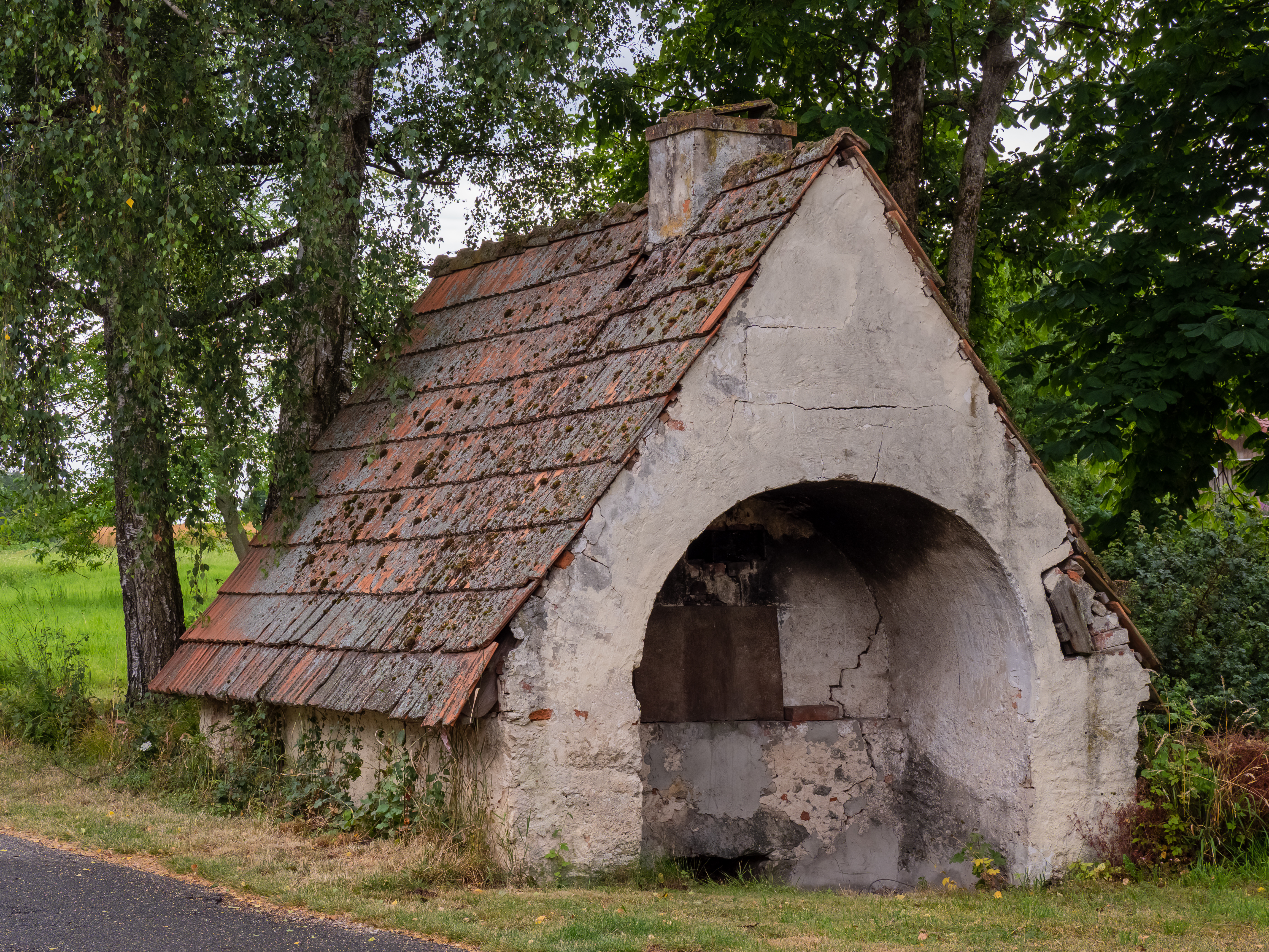
Backhaus